# سيد الخواتم: عودة الملك
سيد الخواتم: عودة الملك (بالإنجليزية: The Lord of the Rings: The Return of the King) فيلم خيال للمخرج بيتر جاكسون وهو الجزء الأخير من ثلاثية سيد الخواتم المستندة على رواية تحمل نفس الاسم للمؤلف ج. ر. ر. توكين.

## القصة
يصطاد زوج من الهوبيت، سيمغول وديغول، السمك، ويكتشف الأخير الخاتم الأوحد في قعر النهر. يقع سميغول في شرك سحر الخاتم، ويقتل رفيقه من أجله. ينسحب إلى الجبال الضبابية وقتما يحوّر الخاتم جسده وذهنه إلى المخلوق المسمى غولوم.
بعد مضي قرون، في حرب الخاتم، يقود غاندالف أراغورن، وليغولاس، وغيملي، والملك ثيودين إلى آيزنغارد، حيث يلتم شملهم مع ميري وبيبين. يسترد غاندالف البالانتير (الكرة الزجاجية) الخاصة بسارومان المهزوم. ينظر بيبين لاحقًا في صخرة البصيرة، ويهاجمه ساورون عن بُعد. يخمن غاندالف من وصف بيبين لرؤاه أن ساورون سيهاجم ميناس تيريث عاصمة غوندور. يمتطي خيله إلى هناك ليحذر دينيثور وكيل غوندور، آخذًا بيبين معه.
يقود غولوم كلًا من فرودو باغنز وساموايز غامجي إلى ميناس مورغول، حيث يرون الملك الساحر، قائد النازغول التسعة، يسوق جيشًا من الأوركس ناحية غوندور. يبدأ الهوبيتان تسلق سلالم منحوتةٍ في واجهة الجرف يُفترض أنها ستقودهم إلى موردور عبر «طريق سري»، غير مدركين أن غولوم يخطط لقتلهما وسرقة الخاتم. يضرب الملك الساحر وقواته أوسغيلياث ويسيطرون عليها، غاصبين فارامير وحاميته على التقهقر إلى ميناس تيريث.
يتخلص غولوم من طعام الهوبيتين، ملقيًا اللائمة على سام. يصدق فرودو أن سام يرغب بالخاتم، ويطلب منه أن يرجع إلى الوطن قبل أن يتابع المسير مع غولوم عبر قناة تقود إلى موردور. يحتال عليه غولوم ليخاطر بالدخول إلى وَجار العنكبوت العملاق شيلوب. يهرب فرودو بشق الأنفس ويواجه غولوم، يخبره بوجوب تدميره الخاتم لمصلحة كليهما. يهاجم غولوم فرودو لكنه يقع في هوة. يتابع فرودة سيره، لكن شيلوب تكشفه، وتشله، وتلفه بخيوطها. يرجع سام ويجرح شيلوب، ما يجعلها تفر. يختبئ سام عند ظهور بعض الأوركس الذين يأخذون فرودو معهم. يبدأ الأوركس قتالًا لاختلافهم على ملكية ميثريل، صدار فرودو، فيسمح ذلك لسام بالفرار مع فرودو واستئناف رحلتهما.
يعلم أراغورن من إلروند أن قوى آروين تخبو، بسبب رفضها الرحيل لصالح البقاء في الأرض الوسطى، والاتحاد ثانية مع أراغورن، وتأسيس عائلة، والتحول إلى فانية بطوع إرادتها، بعد أن راودتها رؤيا لابنها من أراغورن. تقنع آروين والدها المعارض بقبول قرار بقائها في الأرض الوسطى وبأن يمنح أندوريل لأراغورن، وهو سيف أعاد حدادو ريفينديل صناعته من شذرات سيف ايسلدور، نارسيل، كي يستطيع استرداد حقه الطبيعي بينما يحصّل تعزيزات من الموتى في دَنهارو. يسافر أراغورن بصحبة ليغولاس وغيملي إلى مسالك الموتى، بغية تجنيد جيش الموتى عبر التعهد لهم بإطلاق سراحهم ورفع اللعنة التي أنزلها ايسلدور عليهم.
يُجرح فارامير جُرحًا قاتلًا بعد بذل جهد جهيض لاستعادة أوسغيلياث؛ ويجن جنون دينيثور لاعتقاده أن ابنه قد توفي. يبقى غاندالف وحيدًا في وجه لجيش الأوركس بقيادة غوثموغ. بينما يشق جيش غوثموغ طريقه إلى المدينة، يحاول دينيثور قتل نفسه وفارامير على محرقة جثث. ينبه بيبين غاندالف وينقذا فارامير، لكن دينيثور المحترق يقفز من قمة ميناس تيريث لحظات قبل وصول ثيودين وابن أخيه، إيومير، مع الروهانيين. خلال المعركة الهائلة، يدحرهم الهاراديون ممتطو الفيلة العملاقة، بينما يجرح الملك الساحر ثيودين جرحًا قاتلًا. رغم أن آيوين ابنة أخو ثيودين تقضي على الملك الساحر بمساعدة ميري، يستسلم ثيودين لجراحه. يصل أراغورن مع جيش الموتى، الذين يغلبون جيش ساورون وينتصرون بالمعركة؛ يحررهم بعدها أراغورن من اللعنة.
يقرر أراغورن الزحف فوق البوابة السوداء كوسيلة إلهاء كي يتاح لفرودو الوصول إلى جبل الهلاك. يطرد جيش أراغورن فلول قوات ساورون ويفرغ موردور، ممكنًا فرودو وسام من الوصول إلى البركان، لكن غولوم يهاجمهما فور وصولهما إلى جبل الهلاك. بينما يقف فرودو على الحافة فوق النيران البركانية، يستلسلم لسحر الخاتم ويطالب بملكيته، ويضعه على إصبعه. يتمكن غولوم من إيجاد فرودو ومهاجمته مع أن الأخير أصبح خفيًا بلبسه الخاتم، ويعضه باترًا إصبعه لاستعادة الخاتم. يقاتله فرودو، وبينما يتصارعان على الخاتم، يسقط كلاهما عن الحافة. يسقط غولوم مع الخاتم في النار ويموت. يتعلق فرودو بجنب الحافة، وينقذه سام بينما ينصهر الخاتم في الحمم. يهرب فرودو وسام، ويهلك ساورون وقواته والتسعة النازغول مع انهيار موردور.
يأتي غاندالف ممتطيًا العقبان لإنقاذ الهوبيتين، الذين يستيقظان في ميناس تيريث ويلتم شملهما مع من نجا من الرفقة. يتوَج أراغورن ملكًا على غوندور ويتخذ آروين مليكةً له. يعود الرفاق الهوبيت إلى وطنهم في الشاير، حيث يتزوج سام من روزي كوتون. بعد عدة سنوات، يرحل فرودو عن الأرض الوسطى إلى الأراضي السرمدية مع عمه بيلبو، وغاندالف، والجان. يترك لسام كتاب رحلة الغرب الأحمر، الذي يصف مغامراتهما بالتفصيل. يعود سام إلى الشاير، حيث يعانق روزي وأطفالهما.

## الممثلون
- إليجاه وود في دور فرودو باجنز: شاب من الهوبيت يواصل مسعاه في تدمير الخاتم الوحيد
- إيان ماكيلين في دور غاندالف الأبيض
- فيجو مورتينسين في دور أراغورن
- ليف تايلر في دور آروين: ابنة إلروند وحبيبة أراغورن.
- شون أستين في دور سام غامجي: رفيق فرودو الوفي.
- سالا بيكر في دور ساورون
- كيت بلانشيت
- جون رايز-ديفيس
- برنارد هيل
- بيلي بويد في دور بيبين توك
- دومينيك موناغان في دور ميري برانديباك
- أورلاندو بلوم في ليغولاس
- هوغو ويفنغ
- ميراندا أوتو
- ديفيد وينهام
- كارل أوربان
- جون نوبل
- أندي سركيس في دور غولوم
- إيان هولم في دور بيلبو باجنز
- مارتون كسوكاس
- لورانس ماكوار

## روابط خارجية
- سيد الخواتم: عودة الملك على موقع IMDb (الإنجليزية)
- سيد الخواتم: عودة الملك على موقع ميتاكريتيك (الإنجليزية)
- سيد الخواتم: عودة الملك على موقع الموسوعة البريطانية (الإنجليزية)
- سيد الخواتم: عودة الملك على موقع روتن توميتوز (الإنجليزية)
- سيد الخواتم: عودة الملك على موقع قاعدة بيانات الأفلام العربية
- سيد الخواتم: عودة الملك على موقع ألو سيني (الفرنسية)
- سيد الخواتم: عودة الملك على موقع Turner Classic Movies (الإنجليزية)
- سيد الخواتم: عودة الملك على موقع أول موفي (الإنجليزية)
- سيد الخواتم: عودة الملك على موقع بوكس أوفيس موجو (الإنجليزية)
- سيد الخواتم: عودة الملك على موقع فيلمافينيتي (الإسبانية)

| سبقه شيكاغو | أوسكار - أفضل فيلم 2003 | تبعه فتاة المليون دولار |